# Perú en la clasificación de Conmebol para la Copa Mundial de Fútbol de 2022
La selección de fútbol del Perú fue uno de los diez equipos que participaron en la clasificación de la Conmebol para la Copa Mundial de la FIFA Catar 2022. Este proceso preliminar, conocido como eliminatorias, determinó los equipos sudamericanos que obtendrían un cupo en el torneo mundial. Las eliminatorias se llevaron a cabo en formato de ida y vuelta entre el 8 de octubre de 2020 y el 29 de marzo de 2022.
Perú, tras finalizar en zona de repechaje, enfrentó a Australia en un partido decisivo. En una revancha simbólica de su enfrentamiento en la Copa Mundial de la FIFA 2018, Australia superó a Perú en la tanda de penales, clasificándose así al Mundial de Catar.

## Sistema de juego
El sistema de juego de las eliminatorias consistió en enfrentamientos de ida y vuelta entre todos los equipos, con un total de 18 jornadas. Esta fue la séptima ocasión consecutiva en la que se utilizó este sistema.
Después de cinco ediciones con los partidos ya designados, la Conmebol sorteó el calendario de partidos, en la Ciudad de Luque, Paraguay, el 17 de diciembre de 2019.
Los primeros cuatro puestos accedieron directamente a la Copa Mundial de Fútbol de 2022. La selección que ocupó el quinto lugar disputó una serie eliminatoria a dos partidos, de ida y vuelta, contra el equipo nacional equivalente de otra confederación.

## Historia

### Primera ronda
La selección de Perú inició las eliminatorias para el Mundial de Catar 2022 enfrentando a Paraguay como visitante, en un empate 2-2. Debido a la pandemia de COVID-19, los partidos del 2020 se jugaron sin público. En su segundo encuentro, Perú cayó en Lima ante Brasil por 2-4, en un partido polémico en el que se cuestionó la actuación del árbitro chileno Julio Bascuñán. Posteriormente, Perú perdió contra Chile (0-2) y Argentina (0-2), cerrando el año con solo un punto en cuatro partidos.
En 2021, las eliminatorias se complicaron por la pandemia, posponiéndose las fechas de marzo. En junio, Perú perdió ante Colombia (0-3) y logró una victoria histórica en Quito contra Ecuador (1-2). En septiembre, venció a Venezuela en Lima (1-0). En octubre, cayó ante Bolivia (0-1) y empató con Uruguay (1-1). Al cierre de la primera ronda, Perú acumuló 8 puntos, quedando fuera de las posiciones de clasificación directa a Catar 2022.

### Segunda ronda
La selección peruana inició la segunda ronda de las eliminatorias al Mundial de Catar 2022 en septiembre de 2021, con una derrota 2-0 ante Brasil en São Paulo. Posteriormente, venció a Chile en Lima (2-0), pero cayó frente a Bolivia y Argentina (ambos 1-0). En noviembre, Perú obtuvo victorias cruciales: 3-0 ante Bolivia y 2-1 contra Venezuela, ascendiendo al quinto lugar. En enero de 2022, logró una histórica victoria sobre Colombia en Barranquilla (1-0), avanzando momentáneamente a zona de clasificación directa.
Tras un empate 1-1 ante Ecuador y una derrota mínima ante Uruguay en Montevideo, Perú necesitaba una victoria contra Paraguay para asegurar el repechaje. En marzo, venció 2-0 a Paraguay en Lima, eliminando las aspiraciones de Colombia y Chile. Preparándose en España, Perú disputó amistosos, incluyendo una victoria ante Nueva Zelanda (1-0).
En el repechaje intercontinental del 13 de junio en Doha, Australia se impuso en penales (5-4), eliminando a Perú de la clasificación a Catar 2022 y marcando el final de la gestión de Ricardo Gareca como seleccionador.

## Sedes
| Ciudad              | Estadio                   |
| ------------------- | ------------------------- |
| Lima                | Estadio Nacional del Perú |
|                     |                           |
| 50 000 espectadores |                           |

## Tabla de posiciones
| Pos. | Selección | Pts. | PJ | PG | PE | PP | GF | GC | Dif. |
| ---- | --------- | ---- | -- | -- | -- | -- | -- | -- | ---- |
| 1.   | Brasil    | 45   | 17 | 14 | 3  | 0  | 40 | 5  | 35   |
| 2.   | Argentina | 39   | 17 | 11 | 6  | 0  | 27 | 8  | 19   |
| 3.   | Uruguay   | 28   | 18 | 8  | 4  | 6  | 22 | 22 | 0    |
| 4.   | Ecuador   | 26   | 18 | 7  | 5  | 6  | 27 | 19 | 8    |
| 5.   | Perú      | 24   | 18 | 7  | 3  | 8  | 19 | 22 | −3   |
| 6.   | Colombia  | 23   | 18 | 5  | 8  | 5  | 20 | 19 | 1    |
| 7.   | Chile     | 19   | 18 | 5  | 4  | 9  | 19 | 26 | −7   |
| 8.   | Paraguay  | 16   | 18 | 3  | 7  | 8  | 12 | 26 | −14  |
| 9.   | Bolivia   | 15   | 18 | 4  | 3  | 11 | 23 | 42 | −19  |
| 10.  | Venezuela | 10   | 18 | 3  | 1  | 14 | 14 | 34 | −20  |

| L\V                  | Bandera de Argentina | Bandera de Bolivia | Bandera de Brasil | Bandera de Chile | Bandera de Colombia | Bandera de Ecuador | Bandera de Paraguay | Bandera de Perú | Bandera de Uruguay | Bandera de Venezuela |
| Bandera de Argentina |                      | 3:0                | 0:0               | 1:1              | 1:0                 | 1:0                | 1:1                 | 1:0             | 3:0                | 3:0                  |
| Bandera de Bolivia   | 1:2                  |                    | 0:4               | 2:3              | 1:1                 | 2:3                | 4:0                 | 1:2             | 3:0                | 3:1                  |
| Bandera de Brasil    | :                    | 5:0                |                   | 4:0              | 1:0                 | 2:0                | 4:0                 | 2:0             | 4:1                | 1:0                  |
| Bandera de Chile     | 1:2                  | 1:1                | 0:1               |                  | 2:2                 | 0:2                | 2:0                 | 2:0             | 0:2                | 3:0                  |
| Bandera de Colombia  | 2:2                  | 3:0                | 0:0               | 3:1              |                     | 1:0                | 0:0                 | 0:1             | 0:3                | 3:0                  |
| Bandera de Ecuador   | 1:1                  | 3:0                | 1:2               | 0:0              | 6:1                 |                    | 2:0                 | 1:2             | 4:2                | 1:0                  |
| Bandera de Paraguay  | 0:0                  | 2:2                | 0:2               | 0:1              | 1:1                 | 3:1                |                     | 2:2             | 0:1                | 2:1                  |
| Bandera de Perú      | 0:2                  | 3:0                | 2:4               | 2:0              | 0:3                 | 1:1                | 2:0                 |                 | 1:1                | 1:0                  |
| Bandera de Uruguay   | 0:1                  | 4:2                | 0:2               | 2:1              | 0:0                 | 1:0                | 0:0                 | 1:0             |                    | 4:1                  |
| Bandera de Venezuela | 1:3                  | 4:1                | 1:3               | 2:1              | 0:1                 | 2:1                | 0:1                 | 1:2             | 0:0                |                      |

|  | Clasificados a la Copa Mundial de Fútbol de 2022. |
|  | Clasificado a la Repesca Internacional.           |

### Evolución de posiciones
| País / Fecha | 1   | 2   | 3   | 4   | 5    | 6    | 7   | 8   | 9   | 10  | 11  | 12  | 13  | 14  | 15  | 16  | 17  | 18  |
| ------------ | --- | --- | --- | --- | ---- | ---- | --- | --- | --- | --- | --- | --- | --- | --- | --- | --- | --- | --- |
| Perú         | 5.º | 8.º | 8.º | 9.º | 10.º | 10.º | 9.º | 7.º | 7.º | 7.º | 7.º | 9.º | 7.º | 5.º | 4.° | 5.º | 5.º | 5.º |

### Puntos obtenidos contra cada selección durante las eliminatorias
| VS        | Bandera de Argentina | Bandera de Bolivia | Bandera de Brasil | Bandera de Chile | Bandera de Colombia | Bandera de Ecuador | Bandera de Paraguay | Bandera de Uruguay | Bandera de Venezuela | Total |
| --------- | -------------------- | ------------------ | ----------------- | ---------------- | ------------------- | ------------------ | ------------------- | ------------------ | -------------------- | ----- |
| Local     | 0                    | 3                  | 0                 | 3                | 0                   | 1                  | 3                   | 1                  | 3                    | 14/27 |
| Visitante | 0                    | 0                  | 0                 | 0                | 3                   | 3                  | 1                   | 0                  | 3                    | 10/27 |
| Total     | 0                    | 3                  | 0                 | 3                | 3                   | 4                  | 4                   | 1                  | 6                    | 24/54 |

## Partidos

### Primera vuelta
| Fecha 1; 8 de octubre de 2020 19:30 (UTC-3) | Paraguay       | 2:2 (0:0) | Perú             | Estadio Defensores del Chaco, Asunción                                     |                                                                            |
|                                             | Romero 66' 81' | Reporte   | Carrillo 52' 85' | Asistencia: 0 espectadores Árbitro(s): Néstor Pitana VAR: Daniel Fedorczuk | Asistencia: 0 espectadores Árbitro(s): Néstor Pitana VAR: Daniel Fedorczuk |

| Fecha 2; 13 de octubre de 2020, 19:00 (UTC-5) | Perú                    | 2:4 (1:1) | Brasil                                               | Estadio Nacional, Lima                                                |                                                                       |
|                                               | Carrillo 6' · Tapia 59' | Reporte   | Neymar 28' (pen.) 83' (pen.) 90+4' · Richarlison 64' | Asistencia: 0 espectadores Árbitro(s): Julio Bascuñán VAR: Piero Maza | Asistencia: 0 espectadores Árbitro(s): Julio Bascuñán VAR: Piero Maza |

| Fecha 3; 13 de noviembre de 2020,20:00 (UTC-3) | Chile         | 2:0 (2:0) | Perú | Estadio Nacional, Santiago                                                   |                                                                              |
|                                                | Vidal 20' 35' |           |      | Asistencia: 0 espectadores Árbitro(s): Esteban Ostojich VAR: Leodán González | Asistencia: 0 espectadores Árbitro(s): Esteban Ostojich VAR: Leodán González |

| Fecha 4; 17 de noviembre de 2020,19:30 (UTC-5) | Perú | 0:2 (0:2) | Argentina                   | Estadio Nacional, Lima                                                 |                                                                        |
|                                                |      | Reporte   | González 17' · Martínez 28' | Asistencia: 0 espectadores Árbitro(s): Wilmar Roldán VAR: Andrés Rojas | Asistencia: 0 espectadores Árbitro(s): Wilmar Roldán VAR: Andrés Rojas |

| Fecha 7; 3 de junio de 2021, 21:00 (UTC-5) | Perú | 0:3 (0:1) | Colombia                        | Estadio Nacional, Lima                                                  |                                                                         |
|                                            |      | Reporte   | Mina 40' · Uribe 49' · Díaz 55' | Asistencia: 0 espectadores Árbitro(s): Wilton Sampaio VAR: Wagner Reway | Asistencia: 0 espectadores Árbitro(s): Wilton Sampaio VAR: Wagner Reway |

| Fecha 8; 8 de junio de 2021, 16:00 (UTC-5) | Ecuador     | 1:2 (0:0) | Perú                      | Estadio Rodrigo Paz Delgado, Quito                                        |                                                                           |
|                                            | Plata 90+2' | Reporte   | Cueva 62' · Advíncula 88' | Asistencia: 0 espectadores Árbitro(s): Esteban Ostojich VAR: Andrés Cunha | Asistencia: 0 espectadores Árbitro(s): Esteban Ostojich VAR: Andrés Cunha |

| Fecha 9; 2 de septiembre de 2021, 20:00 (UTC-5) | Perú      | 1:1 (1:1) | Uruguay           | Estadio Nacional, Lima                                                    |                                                                           |
|                                                 | Tapia 24' | Reporte   | De Arrascaeta 29' | Asistencia: 8000 espectadores Árbitro(s): Néstor Pitana VAR: Wagner Reway | Asistencia: 8000 espectadores Árbitro(s): Néstor Pitana VAR: Wagner Reway |

| Fecha 6; 5 de septiembre de 2021, 20:00 (UTC-5) | Perú      | 1:0 (1:0) | Venezuela | Estadio Nacional, Lima                                                 |                                                                        |
|                                                 | Cueva 35' | Reporte   |           | Asistencia: 8000 espectadores Árbitro(s): Luis Quiroz VAR: Carlos Orbe | Asistencia: 8000 espectadores Árbitro(s): Luis Quiroz VAR: Carlos Orbe |

| Fecha 5; 10 de octubre de 2021, 16:00 (UTC-4) | Bolivia     | 1:0 (0:0) | Perú | Estadio Hernando Siles, La Paz                                                  |                                                                                 |
|                                               | R. Vaca 82' | Reporte   |      | Asistencia: 20 000 espectadores Árbitro(s): Guillermo Guerrero VAR: Carlos Orbe | Asistencia: 20 000 espectadores Árbitro(s): Guillermo Guerrero VAR: Carlos Orbe |

### Segunda vuelta
| 9 de septiembre de 2021, 21:30 (UTC-3) | Brasil                           | 2:0 (2:0) | Perú | Arena Pernambuco, Recife                                                     |                                                                              |
|                                        | Éverton Ribeiro 14' · Neymar 40' | Reporte   |      | Asistencia: Sin espectadores Árbitro(s): Wilmar Roldán VAR: Esteban Ostojich | Asistencia: Sin espectadores Árbitro(s): Wilmar Roldán VAR: Esteban Ostojich |

| 7 de octubre de 2021, 20:00 (UTC-5) | Perú                 | 2:0 (1:0) | Chile | Estadio Nacional, Lima                                                          |                                                                                 |
|                                     | Cueva 35' · Peña 64' | Reporte   |       | Asistencia: 8000 espectadores Árbitro(s): Christian Ferreyra VAR: Nicolás Gallo | Asistencia: 8000 espectadores Árbitro(s): Christian Ferreyra VAR: Nicolás Gallo |

| 14 de octubre de 2021, 20:30 (UTC-3) | Argentina       | 1:0 (1:0) | Perú | Estadio Monumental, Buenos Aires                                             |                                                                              |
|                                      | L. Martínez 43' | Reporte   |      | Asistencia: 36 000 espectadores Árbitro(s): Wilton Sampaio VAR: Wagner Reway | Asistencia: 36 000 espectadores Árbitro(s): Wilton Sampaio VAR: Wagner Reway |

| 11 de noviembre de 2021, 21:00 (UTC-5) | Perú                               | 3:0 (3:0) | Bolivia | Estadio Nacional, Lima                                                       |                                                                              |
|                                        | Lapadula 9' · Cueva 31' · Peña 39' | Reporte   |         | Asistencia: 10 000 espectadores Árbitro(s): Eber Aquino VAR: Leodán González | Asistencia: 10 000 espectadores Árbitro(s): Eber Aquino VAR: Leodán González |

| 16 de noviembre de 2021, 17:00 (UTC-4) | Venezuela  | 1:2 (0:1) | Perú                     | Estadio Olímpico de la UCV, Caracas                                     |                                                                         |
|                                        | Machís 52' | Reporte   | Lapadula 18' · Cueva 65' | Asistencia: 9000 espectadores Árbitro(s): Bruno Arleu VAR: Rafael Traci | Asistencia: 9000 espectadores Árbitro(s): Bruno Arleu VAR: Rafael Traci |

| 28 de enero de 2022, 16:00 (UTC-5) | Colombia | 0:1 (0:0) | Perú       | Estadio Metropolitano, Barranquilla                                              |                                                                                  |
|                                    |          | Reporte   | Flores 85' | Asistencia: 41 000 espectadores Árbitro(s): Jesús Valenzuela VAR: Rodolpho Toski | Asistencia: 41 000 espectadores Árbitro(s): Jesús Valenzuela VAR: Rodolpho Toski |

| 1 de febrero de 2022, 21:00 (UTC-5) | Perú       | 1:1 (0:1) | Ecuador    | Estadio Nacional, Lima                                                    |                                                                           |
|                                     | Flores 69' | Reporte   | Estrada 2' | Asistencia: 28 000 espectadores Árbitro(s): Wilton Sampaio VAR: Juan Soto | Asistencia: 28 000 espectadores Árbitro(s): Wilton Sampaio VAR: Juan Soto |

| 24 de marzo de 2022, 20:30 (UTC-3) | Uruguay           | 1:0 (1:0) | Perú | Estadio Centenario, Montevideo                                                 |                                                                                |
|                                    | De Arrascaeta 42' | Reporte   |      | Asistencia: 40 000 espectadores Árbitro(s): Anderson Daronco VAR: Wagner Reway | Asistencia: 40 000 espectadores Árbitro(s): Anderson Daronco VAR: Wagner Reway |

| 29 de marzo de 2022, 18:30 (UTC-5) | Perú                    | 2:0 (2:0) | Paraguay | Estadio Nacional, Lima                                                             |                                                                                    |
|                                    | Lapadula 5' · Yotún 42' | Reporte   |          | Asistencia: 40 000 espectadores Árbitro(s): Fernando Rapallini VAR: Mauro Vigliano | Asistencia: 40 000 espectadores Árbitro(s): Fernando Rapallini VAR: Mauro Vigliano |

### Repesca
La selección de Perú, quedó ubicada en el 5.º puesto de la tabla de posiciones final, se enfrentará a la selección de Australia, ganadora de la 4.ª ronda de la clasificatoria de AFC. Debido a la pandemia de covid-19, la repesca intercontinental se disputará a partido único en la sede de la Copa Mundial, en Doha, Catar.
| 13 de junio de 2022, 21:00 (UTC+3) | Australia                                           | 0:0 (5:4 p.)               | Perú                                                     | Estadio Ahmed bin Ali, Doha, Catar                                              |  |
|                                    |                                                     |                            |                                                          | Asistencia: 43 510 espectadores Árbitro(s): Slavko Vinčić VAR: Martínez Munuera |  |
|                                    |                                                     | Tiros desde el punto penal |                                                          |                                                                                 |  |
|                                    | Boyle · Mooy · Goodwin · Hrustic · Maclaren · Mabil |                            | Lapadula · Callens · Advíncula · Tapia · Flores · Valera |                                                                                 |  |

## Estadísticas

### Goleadores
| Jugador            | Goles anotados | PJ | Minutos jugados |
| Christian Cueva    | 5              | 17 | 871'            |
| ------------------ | -------------- | -- | --------------- |
| Gianluca Lapadula  | 3              | 13 | 583'            |
| André Carrillo     | 3              | 14 | 868'            |
| Sergio Peña Flores | 2              | 10 | 441'            |
| Edison Flores      | 2              | 10 | 474'            |
| Renato Tapia       | 2              | 14 | 740'            |
| Luis Advíncula     | 1              | 16 | 1009'           |
| Yoshimar Yotún     | 1              | 17 | 1258'           |

### Asistidores
| Jugador           | Asistencia | PJ | Minutos jugados |
| Miguel Trauco     | 2          | 11 | 796'            |
| ----------------- | ---------- | -- | --------------- |
| Christian Cueva   | 2          | 17 | 876'            |
| Gianluca Lapadula | 2          | 13 | 578'            |
| Edison Flores     | 1          | 10 |                 |
| Luis Advíncula    | 1          | 16 | 1009'           |
| André Carrillo    | 1          | 14 | 868'            |
| Paolo Guerrero    | 1          | 5  | 258'            |

## Jugadores
Listado de jugadores que han participado en las eliminatorias para la Copa Mundial 2022.
| Pedro Gallese            | Portero       | 31 años | Orlando City              |  |  |
| José Carvallo (Suplente) | Portero       | 35 años | Universitario de Deportes |  |  |
| Carlos Cáceda (Suplente) | Portero       | 29 años | F. B. C. Melgar           |  |  |
| Renato Solís (Suplente)  | Portero       | 23 años | Sporting Cristal          |  |  |
| Ángelo Campos (Suplente) | Portero       | 28 años | Alianza Lima              |  |  |
| Luis Advíncula           | Defensa       | 31 años | Boca Juniors              |  |  |
| Carlos Augusto Zambrano  | Defensa       | 32 años | Boca Juniors              |  |  |
| Luis Abram               | Defensa       | 25 años | Cruz Azul                 |  |  |
| Miguel Trauco            | Defensa       | 28 años | A. S. Saint Étienne       |  |  |
| Aldo Corzo               | Defensa       | 32 años | Universitario de Deportes |  |  |
| Anderson Santamaría      | Defensa       | 29 años | Atlas F. C.               |  |  |
| Miguel Araujo            | Defensa       | 26 años | FC Emmen                  |  |  |
| Marcos López             | Defensa       | 21 años | San Jose Earthquakes      |  |  |
| Christian Ramos          | Defensa       | 32 años | Alianza Lima              |  |  |
| Alexander Callens        | Defensa       | 29 años | New York City FC          |  |  |
| Jhilmar Lora             | Defensa       | 20 años | Sporting Cristal          |  |  |
| Nilson Loyola            | Defensa       | 27 años | Sporting Cristal          |  |  |
| Renzo Garcés             | Defensa       | 25 años | César Vallejo             |  |  |
| Jean Pierre Rhyner       | Defensa       | 25 años | Volos NFC                 |  |  |
| Renato Tapia             | Mediocampista | 25 años | Celta de Vigo             |  |  |
| Oslimg Mora              | Mediocampista | 22 años | Alianza Lima              |  |  |
| Pedro Aquino             | Mediocampista | 26 años | Club América              |  |  |
| Yoshimar Yotún           | Mediocampista | 31 años | Sporting Cristal          |  |  |
| Christian Cueva          | Mediocampista | 29 años | Al-Fateh                  |  |  |
| Andy Polo                | Mediocampista | 26 años | Portland Timbers          |  |  |
| Wilder Cartagena         | Mediocampista | 26 años | Al-Ittihad Kalba          |  |  |
| Christofer Gonzales      | Mediocampista | 28 años | Sporting Cristal          |  |  |
| Sergio Peña              | Mediocampista | 25 años | Malmö FF                  |  |  |
| Alexis Arias             | Mediocampista | 25 años | F. B. C. Melgar           |  |  |
| Edison Flores            | Mediocampista | 27 años | D.C. United               |  |  |
| Raziel García            | Mediocampista | 27 años | Deportes Tolima           |  |  |
| Martín Távara            | Mediocampista | 22 años | Sporting Cristal          |  |  |
| David Dioses             | Mediocampista | 24 años | Carlos A. Mannucci        |  |  |
| Horacio Calcaterra       | Mediocampista | 32 años | Sporting Cristal          |  |  |
| Gabriel Costa            | Mediocampista | 31 años | Colo-Colo                 |  |  |
| Jairo Concha             | Mediocampista | 22 años | Alianza Lima              |  |  |
| Josepmir Ballón          | Mediocampista | 33 años | Alianza Lima              |  |  |
| Gianluca Lapadula        | Delantero     | 32 años | Benevento Calcio          |  |  |
| Paolo Guerrero           | Delantero     | 37 años | SC Internacional          |  |  |
| André Carrillo           | Delantero     | 30 años | Al-Hilal Saudi            |  |  |
| Raúl Ruidíaz             | Delantero     | 30 años | Seattle Sounders          |  |  |
| Alex Valera              | Delantero     | 25 años | Universitario de Deportes |  |  |
| Jefferson Farfán         | Delantero     | 36 años | Alianza Lima              |  |  |
| Aldair Rodríguez         | Delantero     | 26 años | América de Cali           |  |  |
| Luis Iberico             | Delantero     | 23 años | F. B. C. Melgar           |  |  |
| Yordy Reyna              | Delantero     | 27 años | Charlotte F. C.           |  |  |
| Matías Succar            | Delantero     | 22 años | FK Teplice                |  |  |
| Santiago Ormeño          | Delantero     | 27 años | Club León                 |  |  |
|                          |               |         |                           |  |  |